# Гејтвеј (Флорида)
Гејтвеј (енгл. Gateway) насељено је место без административног статуса у америчкој савезној држави Флорида.

## Демографија
По попису из 2010. године број становника је 8.401, што је 5.458 (185,5%) становника више него 2000. године.
| Група             | 2000.         | 2010.         |
| Белци             | 2.705 (91,9%) | 6.647 (79,1%) |
| Афроамериканци    | 62 (2,1%)     | 420 (5,0%)    |
| Азијати           | 45 (1,5%)     | 259 (3,1%)    |
| Хиспаноамериканци | 96 (3,3%)     | 944 (11,2%)   |
| Укупно            | 2.943         | 8.401         |